# Орловка (Наровчатський район)
Орло́вка (рос. Орловка) — село складі Наровчатського району Пензенської області, Росія.
Населення — 277 осіб (2010; 347 у 2002).
Національний склад станом на 2002 рік:
- росіяни — 99 %